# 香久山 (日進市)
香久山（かぐやま）は、愛知県日進市の地名。現行行政地名は香久山一丁目から香久山五丁目がある。

## 地理
日進市西端に位置し、東は岩崎町、西は梅森町および名古屋市名東区梅森坂、南は梅森町・岩崎町、北は岩崎台に接する。

## 歴史
現日進市域において「香久山」の名が初めて登場したのは、1889年に赤池村をはじめ6村が合併し香久山村が成立した時である。村名は、初代村長となった出原三郎の「政治は潔白であるべし」との思想により、潔白を象徴するとされる持統天皇の御製である「衣ほすてふ天の香久山」からとって香久山村と名付けた。
1906年の日進村成立によって一時姿を消していたが、日進株山特定土地区画整理事業地の新町名として約87年ぶりに復活した。

### 沿革
- 1993年（平成5年）10月9日 - 日進町大字梅森・岩崎の各一部より、同町香久山1 - 5丁目が成立[7][8]。
- 1994年（平成6年）10月1日 - 市制施行に伴い、日進市香久山となる。

## 世帯数と人口
2019年（令和元年）7月1日現在の世帯数と人口は以下の通りである。
| 町丁   | 世帯数    | 人口    |
| ------ | --------- | ------- |
| 香久山 | 2,675世帯 | 6,844人 |

### 人口の変遷
国勢調査による人口の推移
| 1995年（平成7年）  | 3,202人 | [ 9 ]  |  |
| 2000年（平成12年） | 6,384人 | [ 10 ] |  |
| 2005年（平成17年） | 7,240人 | [ 11 ] |  |
| 2010年（平成22年） | 7,070人 | [ 12 ] |  |
| 2015年（平成27年） | 6,744人 | [ 13 ] |  |

## 学区
市立小・中学校に通う場合、学区は以下の通りとなる。また、公立高等学校に通う場合の学区は以下の通りとなる。
| 番・番地等 | 小学校               | 中学校               | 高等学校 |
| ---------- | -------------------- | -------------------- | -------- |
| 全域       | 日進市立香久山小学校 | 日進市立日進西中学校 | 尾張学区 |

## 施設

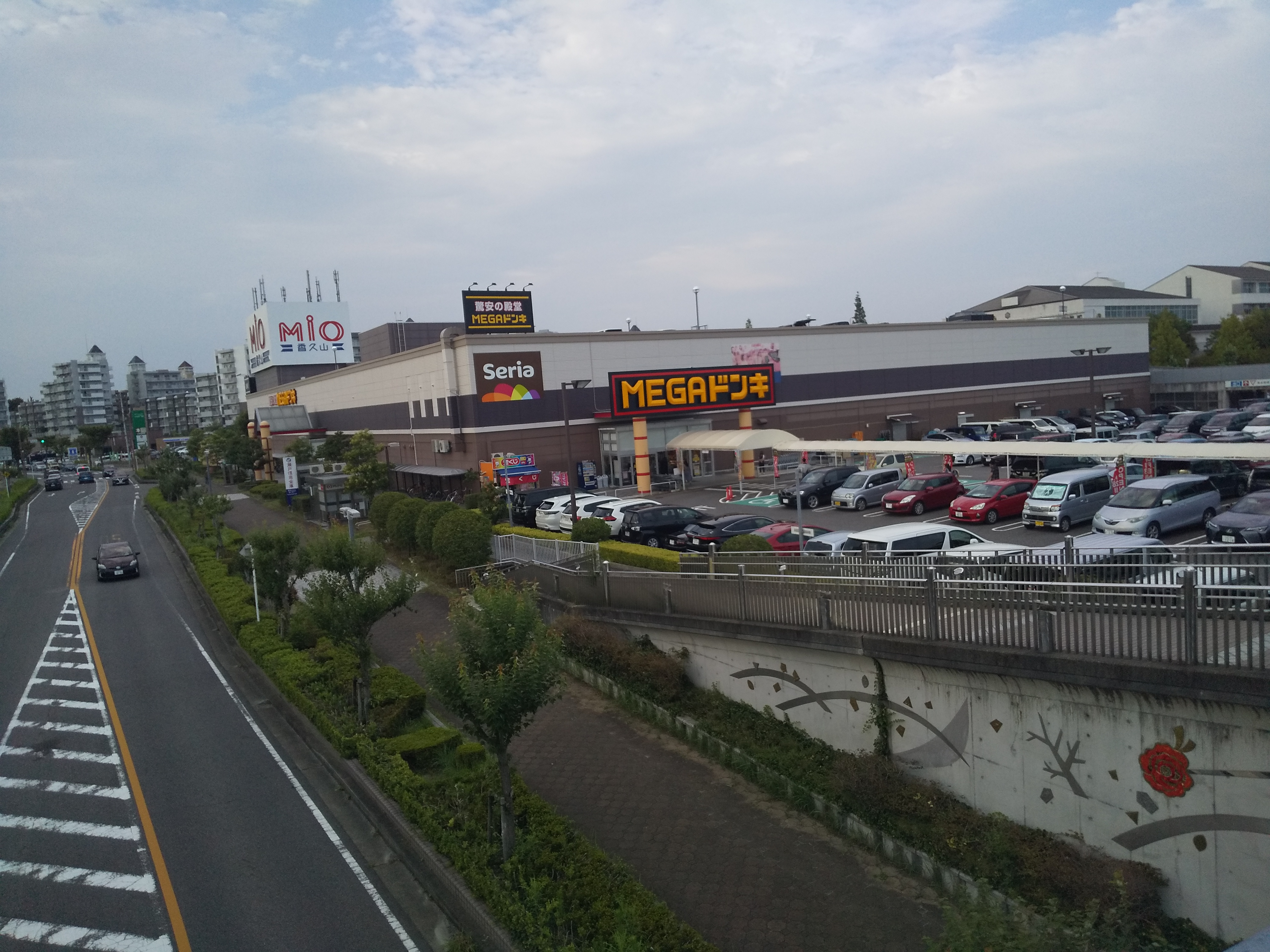
MEGAドン・キホーテUNY香久山店

- UR都市機構日進香久山花の街
- UR都市機構日進香久山杜の街
- 日進市立香久山小学校
- MiO香久山ショッピングセンター
  - MEGAドン・キホーテUNY 香久山店
- MiO香久山con*te uno
  - 三洋堂書店香久山店
- コパンスポーツクラブ香久山
- 株山中央公園
- 水晶山緑地
- 岩崎台・香久山福祉会館
- 北部浄化センター
- 日進香久山郵便局

## 史跡
- 香久山古窯（すずかぜ公園内）
  - 土地区画整理事業に伴う発掘調査にて出土。平安時代のものと推定される窯跡で、2009年に市の指定文化財となった[16]。

## 交通

### 道路
- 愛知県道217号岩藤名古屋線
- 愛知県道221号岩崎名古屋線

### 鉄道駅へのアクセス
鉄道駅へは距離がある。
- 名古屋市営地下鉄東山線 星ヶ丘駅
名鉄バス岩藤線
- 名古屋駅（名鉄バスセンター）
名鉄バス（近距離高速バス名古屋・高針線）
- 名古屋市営地下鉄鶴舞線・名鉄豊田線 赤池駅
くるりんばす赤池線

上記それぞれに連絡可能。なお「梅森荘」バス停まで歩いた場合、以下の駅を結ぶバスも利用可能である。
- 名古屋市営地下鉄東山線 星ヶ丘駅
名古屋市営バス 幹星丘1号系統
- 名古屋市営地下鉄東山線 本郷駅、鶴舞線 平針駅
名古屋市営バス 幹本郷1号系統

## その他

### 日本郵便
- 郵便番号 : 470-0134[3]（集配局：日進郵便局[17]）。